# Gabriela Zapolska

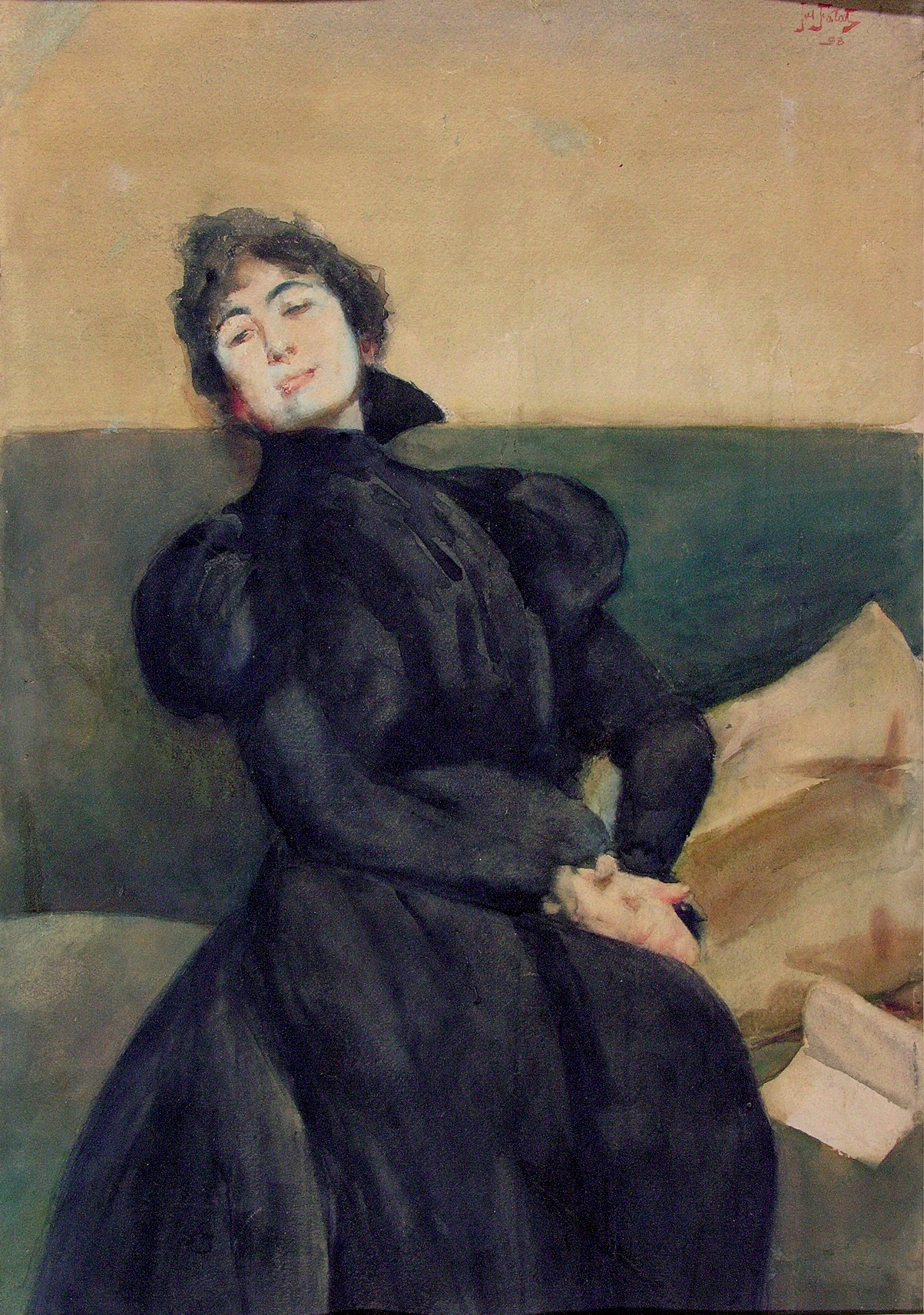
Julian Fałat: Portrait de Gabriela Zapolska

Gabriela Zapolska , née Maria Gabriela Stefania Korwin-Piotrowska le 30 mars 1857 à Pidhaitsi en Volhynie, Russie, et morte le 21 décembre 1921 à Lwów, est une femme de lettres et une actrice polonaise. Représentante du naturalisme polonais, elle est l'auteure de 41 pièces de théâtre, 23 romans, 177 nouvelles, 252 travaux de journalisme, un scénario, de la poésie et 1 500 lettres. Son œuvre le plus célèbre fut la pièce de théâtre Moralność pani Dulskiej (La Morale de Madame Dulska), une tragicomédie devenue emblématique en tant que critique du milieu bourgeois dont elle démasque l'hypocrisie, la duplicité, le mensonge et le mépris à l'encontre des pauvres et des faibles.

## Biographie
Née en Volhynie dans une famille de la petite noblesse, fille d’un propriétaire terrien aisé et d’une ex-danseuse du Théâtre de Varsovie, Gabriela grandit dans une Pologne partagée entre la Prusse, la Russie et l’Autriche. À dix-neuf ans on la maria avec un lieutenant au service du tsar. Mais ce mariage malheureux fut annulé huit ans plus tard. Femme libre, moderne, elle fut vite attirée par une vie indépendante, elle rompit  avec sa famille et commença à jouer sur des scènes de théâtre (à Lwów, Cracovie, Poznań) et avec des troupes itinérantes. Elle espéra, sans succès, percer à Varsovie. Elle eut un enfant hors mariage qui décéda rapidement. En 1888, elle tenta de se suicider.
Sa famille réprouva sa conduite. À Paris où elle séjourna entre 1889 et 1895, elle suit des cours de théâtre avec des professeurs issus de la Comédie-Française, puis joua au Théâtre-libre sous la direction d'André Antoine et au Théâtre de l'Œuvre dirigé par Aurélien Lugné-Poë.
Elle fréquenta le milieu nabi et se lia avec Paul Sérusier, qu'elle envisagea d'épouser et dont elle posséda plusieurs tableaux, parmi lesquels Les Mangeurs de serpents. Elle fut l'amie et le modèle d'Édouard Loëvy.
En 1899, de retour au pays, elle épousa au second noces le peintre Stanisław Janowski et s'installa à Lwów.
Comme écrivain, elle débuta en 1883 (surtout par des romans), mais c’est entre 1900 et 1910 qu’on lui doit ses meilleures pièces, dont Moralność Pani Dulskiej (La Moralité de Madame Dulska). Sa correspondance épistolaire et ses chroniques dans la presse constituent un témoignage remarquable, notamment de sa période parisienne. Installée à Lwów à partir de 1904, elle y meurt en 1921. Elle est enterrée au cimetière de Lytchakiv.

## Œuvres
- 1881 : Jeden dzień z życia róży, roman
- 1883 : Małaszka, nouvelle
- 1885 : Akwarele, roman, Kaśka Kariatyda, roman (version théâtrale en 1895)
- 1889 : Przedpiekle, roman
- 1891 : We krwi, roman, Szmat życia, roman
- 1893 : Menażeria ludzka, recueil de nouvelles
- 1894 : Fin-de siecle’istka, poésie
- 1895 : Janka, roman
- 1896 : Wodzirej, roman
- 1897 : Małka Szwarcenkopf, pièce de théâtre, Żabusia, théâtre, Antysemitnik, roman
- 1898 : Tamten, pièce de théâtre, Jojne Firułkes, pièce de théâtre
- 1899 : Zaszumi las, roman
- 1902 : Jak tęcza, roman, Tresowane dusze, pièce de théâtre, Mężczyzna, pièce de théâtre
- 1903 : A gdy w głąb duszy wnikniemy, roman, Nieporozumienie, pièce de théâtre
- 1904 : Sezonowa miłość, roman
- 1905 : Pan policmajster Tagiejew, pièce de théâtre publiée sous le pseudonyme de Józef Maskoff
- 1906 : Moralność pani Dulskiej, pièce de théâtre publié en français sous le titre La Morale de Madame Dulska, traduit par Paul Cazin, Varsovie, Faculté de langue et de littérature polonaises de l'Université de Varsovie, 2011  (ISBN 978-83-62100-56-9)
- 1906 : Modlitwa Panska, roman publié en français sous le titre L'Oraison dominicale, traduit par Paul Cazin, Bibliothèque internationale d'édition E. Sansot Cie, 1908, téléchargeable sur Internet Archive
- 1907 : Córka Tuśki, roman, Ich czworo, pièce de théâtre
- 1908 : Pani Dulska przed sądem, nouvelle
- 1909 : O czym się nie mówi, roman; Skiz, pièce de théâtre
- 1910 : Panna Maliczewska, pièce de théâtre
- 1911 : Śmierć Felicjana Dulskiego, nouvelle
- 1913 : Kobieta bez skazy, roman
- 1914 : O czym się nawet myśleć nie chce, roman
- 1922 : Frania Poranek: jej dalsze losy, roman
- 1923 : Z pamiętników młodej mężatki, nouvelle

## Anthologie publiée en français
- Madame Zapolska et la scène parisienne, textes de Gabriela Zapolska traduits du polonais par Elżbieta Koslacz-Virol et Arturo Nevill, Éditions La Femme Pressée, coll. « L'Européenne », 2004  (ISBN 2-910584-05-4)

## Adaptations au cinéma
- 1918 : Sezonowa miłość, film polonais
- 1919 : Carewicz, film polonais réalisé par Marian Fuchs et William Wauer
- 1924 : O czym się nie mówi, film polonais réalisé par Edward Puchalski
- 1930 : Moralność Pani Dulskiej, film polonais réalisé par Bolesław Newolin
- 1937 : La Citadelle de Varsovie (Die Warschauer Zitadelle), film allemand réalisé par Fritz Peter Buch, adaptation de la pièce Tamten (1898)
- 1958 : Morálka paní Dulské, film tchèque réalisé par Jiří Krejčík
- 1976 : Dulscy, film polonais réalisé par Jan Rybkowski
- 2015 : Panie Dulskie, film polonais réalisé par Filip Bajon

## Adaptation à l'opéra
- 1927 : Der Zarewitsch, opérette de Franz Lehàr, inspirée de la pièce éponyme